# Гундобин, Пётр Ильич
Пётр Ильич Гундобин (1837, Шуя, Владимирская губерния, Российская империя — 3 марта 1871, Рыбинск) — русский купец, коллекционер, меценат, археограф, писатель
. Член Императорского Русского географического общества и Императорского Русского Археологического общества и др.

## Биография
Представитель древнего муромского рода купцов Гундобиных. Занимался торговлей галантерейными товарами.
Пётр Ильич отличался весьма разносторонними интересами, в том числе коллекционированием русских древностей. Собрал обширную коллекцию древних русских монет, книг, оружия, кубков, блюд, крестов, рукописей на церковнославянском языке.
В период 1859—1871 гг. П. И. Гундобин передал в Императорскую Публичную библиотеку и археологической комиссии более 2000 книг, карт, рукописей, планов и эстампов, включая такие раритеты, как 123 рукописи XVIII—XIX вв..
В 1859 году стал активным сотрудником «Владимирских Губернских Ведомостей», усердно описывая старинные акты, статьи по этнографии и нумизматике, описания памятников местной старины, сохранившихся в г. Шуе. Член губернского статистического комитета. Был корреспондентом Императорских: публичной библиотеки, русских географического и археологического обществ, Московских: археологического и общества истории и древностей российских.
В 1862 г. был переведен из шуйского купечества в рыбинское, переселился из Шуи в Рыбинск и там, не оставляя своих прямых занятий по торговле галантерейными товарами, продолжал заниматься коллекционированием и меценатством.
Автор трудов и статей по археографии.
В 1860 году П. И. Гундобин был избран в почётные корреспонденты Императорской публичной библиотеки, а в 1862 году, за труды, награждён золотой медалью, для ношения на шее на Станиславской ленте, и в 1870 году — такой же медалью на Аннинской ленте.
Отец — Николая Гундобина (1860—1908), основоположника возрастной анатомии и физиологии в педиатрии.
Умер в Рыбинске от тифа. Похоронен на старом Георгиевском кладбище Рыбинска. После смерти вся его богатейшая коллекция досталась жене, дальнейшая судьба коллекции неизвестна.

## Избранные публикации
- «Описание Шуйского Воскресенского собора»
- «Сказания о чудесах от иконы Шуйской Смоленской Божьей Матери»